# کوسوکه یامازاکی
کوسوکه یامازاکی (انگلیسی: Kosuke Yamazaki؛ زادهٔ ۳۰ دسامبر ۱۹۹۵) بازیکن فوتبال اهل ژاپن است.